# Strongyloides stercoralis
Угрица кишечная (лат. Strongyloides stercoralis) — вид паразитических круглых червей из семейства Strongyloididae, вызывающий у человека стронгилоидоз. Распространён в странах преимущественно с тропическим и субтропическим климатом, в умеренном поясе регистрируются редкие случаи заражения (Закавказье, Молдавия, Украина, южные регионы России).
Червь обладает сложным и уникальным для нематод циклом развития (впервые описан Рудольфом Лейкартом в 1882 году), состоящим из двух поколений — свободноживущего (рабдитиформные личинки) и паразитического (филяриевидные личинки) — с тремя фазами развития: взрослая особь, рабдитиформная личинка, филяриевидная личинка. Свободноживущие черви могут переходить на паразитический образ жизни в зависимости от условий окружающей среды.

## Строение
Самка паразитического поколения имеет нитевидную форму, размером 2,2 × 0,04 мм и суженное к головному концу тело. Самцы имеют длину - 0,7 мм. Ротовое отверстие окружено небольшими губами. У самцов хвостовой конец конически заострён и загнут на брюшную сторону.

## Жизненный цикл
Место паразитирования в организме человека — двенадцатиперстная кишка и верхние отделы тощей кишки. Самцы погибают сразу после копуляции и удаляются с испражнениями.
Угрица паразитирует только у человека. Геогельминт. 
Инвазионные филяриевидные личинки проникают через кожу, реже про
глатываются с пищей. Они попадают 
в кровеносные сосуды и с током крови 
заносятся в сердце, а затем в легкие. 
Уже в альвеолах часть личинок превращается в половозрелые формы. Из 
дыхательных путей угрицы попадают 
в рот и заглатываются, после чего паразитируют в тонкой и двенадцатиперстной кишках. Оплодотворение происходит в бронхах, трахее или кишках. 
Оплодотворенные самки откладывают яйца, из которых в кишках человека 
выходят рабдитные личинки. С фекалиями они выбрасываются наружу. 
Во внешней среде рабдитные личинки питаются разлагающимися веществами, линяют, превращаются в филяриевидных, достигают инвазионной 
зрелости. Помимо этого пути развития 
у кишечной угрицы возможны еще два:
1) часть личинок в почве превращается в самцов и самок свободноживущего поколения, питающегося органическими веществами. Свободноживущие самки оплодотворяются, откладывают яйца, из которых выходят рабдитные личинки. В зависимости от условий среды личинки могут превращаться или в половозрелые формы следующей генерации или в филяриевидных личинок, способных 
заразить человека;
2) рабдитные личинки могут задержаться в кишках 
и после линьки переходят в филярие-видную стадию, которая, не выходя 
из организма человека, проделывает 
весь цикл развития в его органах.